# Mathom
Mathom es una palabra hobbit extraída del legendarium de J. R. R. Tolkien. De acuerdo con la tradición hobbit existía la antigua costumbre, con ocasión del cumpleaños de un individuo, de que éste entregase pequeños regalos o mathom a los invitados. De este modo los hobbits tenían la ventaja de recibir regalos durante muchos días del año. Estos regalos eran de pequeño valor normalmente y no era extraño que se fueran pasando de unas manos a otras en sucesivos cumpleaños.
Por extensión con la palabra mathom se referían los hobbits de La Comarca a todos aquellos objetos que no tenían utilidad inmediata pero de los que su dueño tampoco quería desprenderse sin más. En la Comarca existía incluso una Casa del Mathom dónde se encontraban muchos de estos objetos incluyendo armas y, durante un tiempo, la famosa cota de malla de mithril que perteneció a Bilbo Bolsón y posteriormente a su sobrino Frodo Bolsón.
En las reuniones o mereth que organizan las delegaciones locales de la Sociedad Tolkien Española existe la costumbre de hacer entrega de algún pequeño presente a todos los asistentes a los que se denomina, siguiendo esta costumbre de los hobbits, mathom.

## Etimología
Según el Wiktionary, la palabra mathom proviene de māþum, palabra anglosajona que significa «tesoro», que no se usaba en inglés desde hace siglos, pero que ha sido revivida a partir de Tolkien, llegando a aparecer en el Oxford English Dictionary.